# The Three Wise Men (film, 1913)
Pour les articles homonymes, voir The Three Wise Men.
Pour plus de détails, voir Fiche technique et Distribution.
The Three Wise Men est un film muet américain réalisé par Colin Campbell et sorti en 1913.

## Fiche technique
- Réalisation : Colin Campbell
- Scénario : William Anthony McGuire
- Date de sortie : États-Unis : 5 février 1913

## Distribution
- Tom Santschi
- Bessie Eyton
- Wheeler Oakman
- Wallace Bronlow
- William Hutchinson
- Eddie James
- Frank Clark
- Fred Huntley
- William A. Seiter